# Guvernatorul Sansho
Guvernatorul Sansho este un film japonez din 1954, regizat de Kenji Mizoguchi.